# Institut Bosc de la Coma
L'Institut Bosc de la Coma és una obra de les darreres tendències d'Olot (Garrotxa) inclosa a l'Inventari del Patrimoni Arquitectònic de Catalunya.

## Descripció
Escola situada en la frontera de la trama urbana d'Olot, al costat de camps de cultiu, edificacions limítrofes i un turó boscós. El solar presenta un límit ortogonal per un dels costats, mentre que per l'altre té un camí sinuós que constitueix un dels seus límits i que s'endinsa en el bosc.
L'estructura de l'edifici és de formigó armat i presenta tancaments de fàbrica d'obra vista. El projecte constructiu pretenia mostrar austeritat i sobrietat utilitzant el mínim de materials possibles que reforcessin el caràcter homogeni de l'edifici.
L'institut, de baixa altura, és de grans dimensions i s'adapta al pendent del terreny, de manera que està format per dos nivells ben diferenciats. El nivell superior té una part orientada al sud (les aules), i una altra al nord (zona de professors, biblioteca, sala d'actes i gimnàs). Pel que fa al nivell inferior, aquest presenta l'accés general, els menjadors i tallers. Aquest accés està situat al centre de gravetat de l'edifici. El vestíbul d'entrada, a doble altura, dona accés directe al porxo i a la pista poliesportiva; és el centre de l'institut atès que hi convergeixen les diferents zones de l'edifici, així com una rampa i dues escales que permeten accedir al nivell superior.